# Шамшетов, Даулетбай Нуратдинович
Шамше́тов Даулетба́й Нуратди́нович (каракалп. Dáwletbay Nuratdinovich Shámshetov; 21 января 1948, Чимбай, Каракалпакская АССР, Узбекская ССР, СССР — 8 сентября, 1998, Чимбай, Каракалпакстан, Узбекистан) — советский, каракалпакский и узбекистанский государственный, политический и научный деятель. Кандидат сельскохозяйственных наук (1980). 
Известен как первый и последний президент Республики Каракалпакстан.

## Биография
Родился 21 января 1948 в городе Чимбай, по национальности каракалпак. 

### Образование
В 1971 окончил Андижанский институт хлопководства по специальности «агроном».
В 1980 защитил диссертацию на соискание учёной степени кандидата сельскохозяйственных наук. Тема диссертации: «Разработка эффективных приёмов подготовки почвы и посева, обеспечивающих получение ранних всходов хлопчатника в условиях северной зоны Каракалпакской АССР».

### Трудовая деятельность
До 1965 года — слесарь совхоза имени 40-летия Октября в Чимбайском районе. До 1973 года работал младшим научным сотрудником Каракалпакского НИИ земледелия, в 1973 году был аспирантом Всесоюзного НИИ хлопководства. В 1973 году вступил в КПСС и КП УзССР, в котором состоял до 1991 года.
В 1974—1983 годах старший инструктор отдела сельского хозяйства и пищевой промышленности Каракалпакского обкома КП УзССР. В 1984—1986 годах директор совхоза «Алгабас» в Бозатауском районе Каракалпакской АССР, в 1986—1990 годах директор совхоза «Караузяк» в Караузякском районе Каракалпакской ССР. В 1990—1992 годах председатель и один из основателей каракалпакской партии «Халык мапи» («Народная воля»).
С февраля 1990 года народный депутат в Верховном Совете Каракалпакской АССР, одновременно с января по февраль 1991 года первый секретарь Каракалпакского республиканского комитета КП УзССР. В феврале 1991 года тайным голосованием на 5-й внеочередной сессии Верховного Совета Каракалпакстана избран председателем Верховного Совета Республики Каракалпакстан.
Ноябрь 1991 — июнь 1992 — президент Республики Каракалпакстан.
1992 — сентябрь 1999 — директор Чимбайского НИИ ККАНРУз.
Из-за давления Ислама Каримова в июне 1992 года, ушёл из политики и стал директором Чимбайского НИИ каракалпакского отделения Академии наук Узбекистана. Проработал на этой должности вплоть до своей смерти в сентябре 1998 года.

## Семья
- Сыновья: Полат Шамшетов (1978—2022)[2], Бахтияр Шамшетов (род. 1975).